# Cornelis Crul
Cornelis Crul ou Cruls, né à Anvers vers 1500 et mort vers 1550 dans sa ville natale, est un poète et rhétoricien des Pays-Bas méridionaux.

## Biographie
Crul était sans doute natif de la ville d'Anvers.  Son père s'appelait Jan et était connu en 1516 comme meerssenier ou marchand.  En tant que chargé d'affaires de marchands anversois, il entreprit des voyages en Angleterre en 1503 et en 1509.  
Cornelis Crul lui-même a été identifié à un marchand, Cornelis Bouwens, dont le nom apparaît dans des documents d'archives à Anvers entre 1523 et 1538. En 1523, Cornelis était déjà marié avec Katlyne, fille d’un père riche, Thomas Petitpas.  De leur mariage sont issus trois enfants : Jan, Katlijne et Lijsbet.  Crul est qualifié de coopman ou marchand dans une obligation passée par-devant les échevins en 1530, et il y a lieu de croire qu'il appartenait, comme sa femme, à la bourgeoisie aisée.  En juin 1538, avec sa femme Katlyne Petitpas, il est mentionné comme propriétaire de maisons et de terres.  La date de sa mort ne peut être déterminée avec certitude, mais pourrait se situer entre 1538 et 1551, puisque des obligations, passées par-devant les échevins, de mars 1551, confirment que lui et son épouse étaient morts.  La même année, de leurs trois enfants, deux atteignirent l'âge adulte ; le troisième était encore mineur en 1553.

## Œuvre
Crul, figure de transition entre le Moyen Âge et la Renaissance, écrivait dans l'esprit des rhétoriciens.  Sa devise était Niet meer also, Crul (Plus jamais cela, Crul).  
Ce que l'on connaît de son œuvre est conservé dans des ouvrages imprimés, ainsi que dans quelques manuscrits, dont celui du Musée britannique qui contient des refrains (un genre s'apparentant à la ballade) de sa main, dont des paraphrases de psaumes et de prières, ainsi que quelques plaintes incohérentes construites sur des acrostiches ou des chronogrammes.
À partir des années 1540, tout au long du XVIe siècle et jusqu'au début du XVIIe siècle, des œuvres à lui sortirent des presses d'imprimeurs d'Anvers, de Delft, de Kampen et de Louvain.    

### Œuvres principales

#### Le chronogramme de 1533
Il composa une carnation ou chronogramme en souvenir de l'incendie, survenu le 6 octobre 1533, qui ravagea l'église Notre-Dame d'Anvers.

#### L'abc spirituel
Den gheestelijcken A.B.C. (L'abc spirituel), une touchante confession réformée sous forme de ballades, constitue son principal ouvrage, peut-être écrit en 1533, imprimé au moins deux fois en 1543 à Anvers, et encore réimprimé en 1551 à Louvain.  Le poème a été réimprimé, entre autres  en 1561 dans une version remaniée pour en faire un manuel d'école, et au moins deux fois en 1564.  Toutefois, une des éditions de 1543 et une de celles de 1564 figurent respectivement à l'index de livres interdits de 1550 et à celui de 1570.  On en connaît encore quatre copies manuscrites datant du XVIe et de la fin du XVIe siècle. 

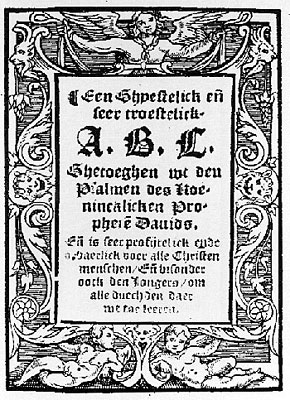
Een ghyestelick en(de) seer troestelick A.B.C. Ghetoegen wt den Psalmen des Koenincklicken Prophete(n) Davids de Cornelis Crul, publié à Kampen, par Peter I Warnerssen, s.a. [ 1551 ] ou plus tard

L'ouvrage original comprenait plusieurs autres poèmes, mineurs : une carnation, quelques ballades et un poème en vers rétrogrades qui révèlent son nom sous forme d'acrostiche.  L’A.B.C, comprenant 25 strophes et une conclusion de treize vers est construit sur le schéma de rimes ababbcbccdcdd, chaque strophe commençant par une lettre de l'alphabet.  Cette longue prière, dans laquelle on trouve un écho du langage des psaumes, est suivie par un A.B.C court, dont chaque vers commence par une lettre de l'alphabet.  
Bien que, par sa forme, Den gheestelijcken A.B.C. ne soit pas unique dans la poésie des rhétoriciens, il n'est pas exclu que le poème, entièrement inspiré de la Bible, et des psaumes en particulier, ait également été influencé par le modèle de ce que l'on appelle les poèmes alphabétiques de l'Ancien Testament, en particulier les psaumes 25, 34 et 145.  
À quelques exceptions près, chaque strophe se termine par une ligne proverbiale, un procédé qu'il emploie aussi dans Heynken de Luyere et Mont toe, Borse toe.  Pour formuler ses pensées, le poète utilise des images et des expressions bibliques presque dans chaque vers.  Si les moyens qu'il emploie pour arriver à s'exprimer peuvent paraître peu originaux, Crul en est pourtant arrivé à composer un poème où il exprime une expérience très personnelle et où les sentiments se dirigent vers un point culminant, de telle façon que le lecteur ne peut rester insensible à la passion que le poète visait à formuler.

#### Bouche fermée, bourse fermée
Crul écrivit une satire de tendance réformatrice, Mont toe, Borse toe (Bouche fermée, bourse fermée), où il réduit la morale à une sagesse née du désir d'auto-préservation.  Celui qui souhaite la paix et la tranquillité, et ne veut pas subir une perte pécuniaire doit apprendre à tenir sa langue.

#### LeDialogue du riche avare
Le satirique Tweesprake van den rijcken ghierighen, een Schoone ende gheneuchlike historie of cluchte van Heynken de Luyere (Dialogue du riche avare : une belle et amusante histoire ou farce de Heynken de Luyere) est une représentation spirituelle des aventures d'un joyeux luron anversois.  La farce de Heynken de Luyere fut publiée chez Jan van Ghelen à Anvers en 1582.  Le contenu de l'histoire semble difficile à concilier avec les interdictions, promulguées par les autorités supérieures entre 1540 et 1560, sur la divulgation de la littérature des rhétoriciens traitant de manière profanatrice des matières religieuses ou ecclésiastiques.  Si le poème religieux De gheestelijcken A.B.C. est repris aux index des livres interdits, notamment ceux établis en 1546, en 1550 et en 1570, en revanche, l’Historie van Heynken de Luyere n'y figure pas.  Ce n'est qu'à partir de la conclusion de la paix religieuse en 1578 et la calvinisation progressive du gouvernement de la ville d'Anvers que de nouvelles perspectives s'annoncèrent pour les imprimeurs.
Dans cette farce, les avantages de la richesse sont décrits en détail, alors que les riches ne rencontrent aucune sympathie.  Bien au contraire : sur eux et sur les représentants des autorités séculières et spirituelles, qui portent un regard respectueux sur les classes possédantes, des vérités déplaisantes sont proclamées.  Face à ceux qui défendent la richesse, Crul porte sur la scène un non moins éloquent avocat de la pauvreté, qui tire ses arguments de l'exemple et des paroles du Christ, qui, lui, avait choisi la pauvreté « pour le meilleur destin » (« voer tbeste lot »).  Le Christ ayant le dernier mot, le poète se place aux côtés des pauvres et veut punir celui qui se croit assuré de sa place au paradis en raison de son argent.  En outre, le clergé se fait réprimander pour avoir permis aux possédants d'obtenir des avantages injustifiés, par ailleurs refusés aux démunis.  Typiquement érasmien est l'attitude que le dramaturge prend en confrontant deux opinions opposées.

#### LesColloquesd'Érasme
Crul traduisit quatre Colloques d'Érasme, publiés sous le titre Sommighe schoone Colloquien oft tsamensprekinghen uut Erasmo Roterodamo (Quelques beaux colloques ou entretiens d'Érasme de Rotterdam).

#### LaFarce d'un ivrogne
La pièce Cluchte van eenen dronckaert (Farce d'un ivrogne) est le monologue dramatique d'un homme dont l'esprit est exalté par la boisson à tel point qu'il croit observer le monde du haut du ciel, avec tous ses maux et stupidités.  Dans son texte, les dieux, accompagnés de Stultitia (la Folie) et embrouillés par le nectar, dirigent leur regard vers le bas sur les masses pullulantes de l'humanité : un prétexte pour disserter sur un ensemble de vices.  Un ivrogne part au ciel, où la meilleure bière est censée être servie.  Tout en trébuchant, en tombant et en se heurtant, il rencontre des personnages fantastiques, ce qui créé de délicieux effets dramatiques lorsqu'il leur reproche leur comportement incivique.  En cours de route, il s'arrête sur un nuage, d'où il raconte tous les forfaits qu'il voit se perpétrer en bas.  Il a un penchant pour les clercs lorsqu'il critique le commerce des bénéfices ecclésiastiques et d'autres cibles préférées d'Érasme, auteur que Crul a traduit.  Attirant l'attention sur le pillage et les soldats meurtriers, le soûlard s'exprime sur la guerre et les actes de violence.  Toutefois, ce personnage, haranguant le public, ne représente qu'un picoleur dérisoire, comme le fou et autres butors que l'on autorise à parler vrai parce qu'ils se sont placés en dehors de l'ordre social.

## Ressources

### Sources
- (nl) Coigneau, Dirk.  « Cornelis Cruls Heynken de Luyere. Drie kluchten, één historie », Maar er is meer: avontuurlijk lezen in de epiek van de Lage Landen : studies voor Jozef D. Janssens (réd. Remco Sleiderink), Amsterdam University Press, 2005, p. 397-414.
- (nl) Frederiks, Johannes Godefridus, et Frans Jozef van den Branden.  « Cornelis Crul », Biographisch woordenboek der Noord- en Zuidnederlandsche letterkunde, Amsterdam, L.J. Veen, 1888-1891, p. 182.
- (nl) Kossmann, Friedrich Karl Heinrich.  « De colloquien van Cornelis Crul », Tijdschrift voor Nederlandse Taal- en Letterkunde. Jaargang 63, Leyde, E.J. Brill, 1944, p. 182-197.
- (nl) Kruyskamp, Cornelis Helenus Adrianus.  « Cornelis Crul », Heynken de Luyere en andere gedichten (réd. C. Kruyskamp), Anvers, De Nederlandsche Boekhandel, 1950, p. xiv.
- (nl) Mak, Jacobus Johannes. et Dirk Coigneau.  « Crul, Cornelis », De Nederlandse en Vlaamse auteurs van middeleeuwen tot heden met inbegrip van de Friese auteurs  (réd. Gerrit Jan van Bork et Pieter Jozias Verkruijsse), Weesp, De Haan, 1985, p. 156.
- (en) Pleij, Herman.  « The Late Middle Ages and the Age of Rhetoricians, 1400-1500 », A Literary History of the Low Countries (réd. Theo Hermans), Rochester/Suffolk, Camden House, 2009, p. 117-118.
- (nl) Roose, Lode.  « Cornelis Crul », Religieuze poëzie van Cornelis Crul (réd. L. Roose), Zwolle, W.E.J. Tjeenk Willink, 1954.
- (nl) Van Mierlo, Jozef.  Geschiedenis van de letterkunde der Nederlanden: deel 2, Bois-le-Duc, Teulings' Uitgevers-maatschappij L.C.G. Malmberg / Bruxelles, Standaard Boekhandel, [s. d.] [ 1940 ], p. 283-284.